# Pārgauja kommun
Pārgaujas novads var en kommun i Lettland. Den låg i den centrala delen av landet, 70 km nordost om huvudstaden Riga. Antalet invånare var 4 502. Arean var 488 kvadratkilometer.
2021 slogs kommunen samman med Cēsis kommun.
Följande samhällen finns i Pārgaujas novads:
- Stalbe